# Niuas

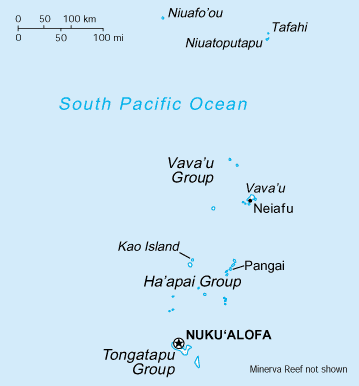
Lägeskarta, Niuas längst upp

Niuas eller Niuasöarna (tonganska Ongo Niua) är en ögrupp som tillhör Tonga i västra Polynesien i södra Stilla havet.

## Geografi
Niuasöarna ligger ca 560 kilometer nordöst om huvudön Tongatapu och är den nordligaste ögruppen i Tonga.
Öarna är av vulkaniskt ursprung och har en sammanlagd areal om ca 71,69 km² och består av 3 större öar:
- Niuatoputapu, huvudön, ca 18,00 km²

- Tafahi, ca 9 km nordöst om huvudön, ca 3,42 km²

- Niuafo'ou, ca 180 km nordväst om huvudön, ca 50,27 km²

- samt de mindre och obebodda öarna

| * Motu ʻAʻali | * Motu Lahi | * Motu Molemole | * Motu Siʻi | * Hakautuʻutuʻu | * Hungana |
| * Nukuseilala | * Sikaihaʻa | * Tafuna        | * Tavili    | * Tuʻunga       |           |

Den högsta höjden är vulkanen Piu-ʻo-Tafahi på ca 560 m ö.h. och finns på Tafahi.
Befolkningen uppgår till ca 2.100 invånare (1) där de flesta bor i huvudorten Hihifo på Niuatoputapu. Förvaltningsmässigt utgör ögruppen ett eget distrikt Niuas division (2).
Ögruppens lilla flygplats Mataʻaho (även Kuini Lavenia flygplatskod "NTT") ligger på huvudöns sydöstra del och har kapacitet för lokalt flyg. Det finns även färjeförbindelser mellan öarna och Tongatapu.

## Historia
Tongaöarna beboddes av polynesier sedan 2000-talet f.kr. under Lapitakulturen.
Den nederländske upptäcktsresanden Willem Corneliszoon Schouten och Jacob Le Maire blev i maj 1616 de första européerna att besöka Niuasöarna. Då namngavs öarna Verraders Eylandt (Niuatoputapu), Cocos Eylandt (Tafahi) och Goede Hoop Eylandt (Niuafo'ou).
I augusti 1767 återupptäckte brittiske Samuel Wallis Niuatoputapu och som då namngav ön Keppel's Isle.
Den aktiva vulkanen på Niuafo'ou har haft en rad utbrott i modern tid. 1853 förstördes byn 'Ahau på den sydvästra delen under ett utbrott och 1929 förstördes byn Futu på den nordvästra delen. 
I december 1946 evakuerades hela befolkningen till Eua inför ett utbrott, dessa återvände först 1958. Det senaste utbrottet ägde rum 1985.